# Trisome Games
Los Trisome Games (Juegos de trisoma) son una competición deportiva que enfrenta a atletas con Síndrome de Down creada por Marco Borzacchini, el presidente de la Federación Italiana de Deportes para Personas con Discapacidad Intelectual (FISDIR). Se le conoce también como las I Olimpiadas para personas con Síndrome de Down.

## Primera edición - 2016
La primera edición de los juegos se celebró del 15 al 22 de julio de 2016 en Florencia. Allí compitieron mil atletas de 36 nacionalidades diferentes. Las disciplinas en las que se pudo competir fueron atletismo, natación, natación sincronizada, gimnasia rítmica, gimnasia artística, judo, tenis de mesa, tenis y fútbol sala.

### Medallero por países
| País   | Total de medallas | Oros | Platas | Bronces |
| ------ | ----------------- | --- | --- | --- |
| España | 17                | 1. Atletismo: Mosqueda Dávila Eloisa (México) Récord Mundial en 200 metros planos (34.95) y Segundo Lugar en 100 metros planos 2. Natación: Camino Martínez en los 200 metros libres y Récord Mundial. 3. Natación: Manuel Montoya en los 200 metros libres 4. Gimnasia rítmica: Sara Marín en pelota 5. Gimnasia rítmica: Sara Marín en aro 6. Gimnasia rítmica: Sara Marín en cintas 7. Gimnasia rítmica: Sara Marín en mazas 8. Gimnasia rítmica: Sara Marín en la general | 1. Natación: Camino Martínez en los 100 metros libres open 2. Natación: Camino Martínez en los 400 metros libres 3. Natación: Manuel Montoya en los 50 braza 4. Natación: Manuel Montoya en los 100 braza 5. Natación: Manuel Montoya en los 100 libres 6. Natación: Manuel Montoya en los 100 mariposa 7. Natación sincronizada: Paula Rodrigo Coleto en el solo | 1. Natación: Camino Martínez en los 200 metros libres 2. Natación: Manuel Montoya en los 50 mariposa. 3. Natación: Manuel Montoya en los 50 libre. |